# Brasão de armas do Líbano
O brasão de armas do Líbano (em árabe: شعار لبنان) consiste num escudo vermelho e branco com curva sinistra em que é colocada a árvore do cedro. É muito semelhante à Bandeira do Líbano, com excepção do centro na bandeira a ser mudado para uma curva sinistra.